# Amanuel Gebreigzabhier
Amanuel Gebreigzabhier Werkilul (Addis Abeba, 17 augustus 1994) is een Eritrees wielrenner die sinds 2020 rijdt voor Trek-Segafredo.

## Carrière
Gebreigzabhier begon het seizoen 2016 met een overwinning op het Afrikaans kampioen ploegentijdrijden. Samen met Elyas Afewerki, Tesfom Okubamariam en Mekseb Debesay legde hij het 59 kilometer lange parcours bijna een minuut sneller af dan de Algerijnse selectie, die tweede werd. Twee dagen later werd Gebreigzabhier zevende in de individuele tijdrit, weer twee dagen later vijfde in de wegwedstrijd. Later dat jaar werd hij onder meer elfde in de Ronde van de Apennijnen en vijfde in zowel de tijdrit als de wegwedstrijd op het nationale kampioenschap. In november wist hij in twee etappes van de Ronde van Rwanda op het podium te eindigen en uiteindelijk vijfde te worden in het algemeen klassement.
In 2017 prolongeerde Gebreigzabhier, samen met Meron Abraham, Awet Habtom en Meron Teshome, Eritrea's continentale titel in het ploegentijdrijden. In juni van dat jaar werd hij, achter Nicola Gaffurini, tweede in de Coppa della Pace en stond hij aan de start van de Ronde van Hongarije. In die zesdaagse wedstrijd werd hij zesde in het eindklassement en won hij het bergklassement. Tijdens zijn tweede stageperiode bij Team Dimension Data werd hij onder meer negende in het eindklassement van de Arctic Race of Norway en twintigste in de Coppa Agostoni. Dit leverde hem voor het seizoen 2018 een profcontract op.
Zijn eerste wedstrijd in 2018 was de Ronde van Dubai. Later die maand won hij zowel de ploegentijdrit als de wegwedstrijd tijdens de Afrikaanse kampioenschappen.

## Overwinningen
2014
Jongerenklassement Ronde van Algerije
3e etappe Ronde van Blida
Eind- en jongerenklassement Ronde van Blida
4e etappe Ronde van Constantine
 Eritrees kampioen op de weg, Elite
 Eritrees kampioen op de weg, Beloften
2015
Eind- en jongerenklassement Ronde van Constantine
 Eritrees kampioen op de weg, Beloften
Bergklassement Ronde van Rwanda
2016
 Afrikaans kampioen ploegentijdrijden, Elite
2017
 Afrikaans kampioen ploegentijdrijden, Elite
Bergklassement Ronde van Hongarije
2018
 Afrikaans kampioen ploegentijdrijden, Elite
 Afrikaans kampioen op de weg, Elite
2019
 Eritrees kampioen tijdrijden, Elite
2023
 Eritrees kampioen tijdrijden, Elite
2024
 Eritrees kampioen tijdrijden, Elite
2025
1e etappe Ronde van Valencia (TTT)
 Eritrees kampioen tijdrijden, Elite

## Resultaten in voornaamste wedstrijden
| Jaar | Ronde van Italië | Ronde van Frankrijk | Ronde van Spanje |
| ---- | ---------------- | ------------------- | ---------------- |
| 2017 |                  |                     |                  |
| 2018 |                  |                     | 37e              |
| 2019 | 45e              |                     | opgave           |
| 2020 | 54e              |                     |                  |
| 2021 | 63e              |                     |                  |
| 2022 |                  |                     |                  |
| 2023 | opgave           |                     | 82e              |
| 2024 | 63e              |                     |                  |

| Jaar | Amstel Gold Race | Ronde van Lombardije | Waalse Pijl | Parijs-Tours |  | WK op de weg |
| ---- | ---------------- | -------------------- | ----------- | ------------ |  | ------------ |
| 2017 |                  |                      |             | 57e          |  | opgave       |
| 2018 | opgave           |                      | 53e         |              |  | opgave       |
| 2019 |                  | 25e                  |             |              |  |              |
| 2020 |                  |                      |             |              |  | 69e          |
| 2021 |                  | 26e                  |             |              |  |              |
| 2022 |                  | opgave               |             |              |  | opgave       |
| 2023 |                  | 78e                  |             |              |  |              |
| 2024 |                  |                      |             |              |  | opgave       |

## Ploegen
- 2016 –  Dimension Data for Qhubeka
- 2016 –  Team Dimension Data (stagiair vanaf 29 juli)
- 2017 –  Dimension Data for Qhubeka
- 2017 –  Team Dimension Data (stagiair vanaf 3 augustus)
- 2018 –  Team Dimension Data
- 2019 –  Team Dimension Data
- 2020 –  NTT Pro Cycling
- 2021 –  Trek-Segafredo
- 2022 –  Trek-Segafredo
- 2023 –  Trek-Segafredo
- 2024 –  Lidl-Trek [1]
- 2025 –  Lidl-Trek

de Bod · Dlamini · Eyob · Gebreigzabhier · Gibbons · Girdlestone · Julius · Navarra · Ndayisenga · Salie · Uwizeyimana
Antón · Berhane · Boasson Hagen · Bos · Brammeier · Cavendish · Cummings · Debesay · Dougall · Eisel · Farrar · Fraile · Haas · J.Janse van Rensburg · R.Janse van Rensburg · Jim · Kudus · Meyer · Niyonshuti · Pauwels · Reguigui · Renshaw · Sbaragli · Siwtsow · Teklehaimanot · Thomson · Venter · van Zyl · Eyob (stagiair) · Gebreigzabhier (stagiair) · Gibbons (stagiair)
Areruya · Atsbha · de Bod · Chokri · Dlamini · Eyob · Gebreigzabhier · Main · Mugisha · Navarra · Visser · Weldu · van Niekerk (stagiair)
Antón · Berhane · Boasson Hagen · Cavendish · Cummings · Debesay · Dougall · Eisel · Farrar · Fraile · Gibbons · Haas · J. Janse van Rensburg · R. Janse van Rensburg · King · Kudus · Morton · Niyonshuti · O'Connor · Pauwels · Reguigui · Renshaw · Sbaragli · Teklehaimanot · Thomson · Thwaites · Venter · van Zyl · Dlamini (stagiair) · Eyob (stagiair) · Gebreigzabhier (stagiair)
Antón · Berhane · Boasson Hagen · Cavendish · Cummings · Davies · Debesay · Dlamini · Dougall · Eisel · Gebreigzabhier · Gibbons · J. Janse van Rensburg · R. Janse van Rensburg · King · Kudus · Meintjes · Morton · O'Connor · Pauwels · Renshaw · Slagter · Thomson · Thwaites · Venter · Vermote · van Zyl
Bak · Boasson Hagen · Cavendish · Cummings · Davies · de Bod · Dlamini · Eisel · Gasparotto · Gebreigzabhier · Gibbons · J. Janse van Rensburg · R. Janse van Rensburg · King · Kreuziger · Mäder · Meintjes · Nizzolo · O'Connor · Renshaw · Slagter · Thomson · Tiller · Valgren · Venter · Vermote · Wyss
Barbero · Battistella · Boasson Hagen · Campenaerts · Carbel · De Bod · Dlamini · Dyball · Gasparotto · Gebreigzabhier · Gibbons · Gogl · Iribe · Janse van Rensburg · King · Kreuziger · Mäder · Meintjes · Nizzolo  · O'Connor · Pozzovivo · Sobrero · Stokbro · Sunderland · Thomson · Tiller · Valgren · Walscheid · Wyss
Bernard · Brambilla · Ciccone · Conci · Eg · Egholm · Elissonde · Gebreigzabhier · Kamp · Kirsch · De Kort  · Liepiņš · López · Mollema · Mosca · Moschetti · Mullen · A. Nibali · V. Nibali · Pedersen · Quarterman · Reijnen · Ries · Simmons · Skjelmose Jensen · Skujiņš · Stuyven · Theuns · Tiberi · Baroncini (stagiair) · Hellemose (stagiair) · Hoole (stagiair)
Aberasturi · Baroncini · Bernard · Brambilla · Brustenga · Cataldo · Ciccone · Egholm · Elissonde · Gallopin · Gebreigzabhier· Hellemose · Hoelgaard · Hoole · Kamp · Kirsch · Liepiņš · López · Mollema · Mosca · Moschetti · Pedersen · Pellaud · Simmons · Skjelmose Jensen · Skujiņš · Stuyven · Theuns · Tiberi · Tolhoek · Vergaerde · Nys (stagiair) · Vacek (stagiair)
Aberasturi · Baroncini · Bernard · Brustenga · Cataldo · Ciccone · Elissonde · Gallopin · Gebreigzabhier · Hellemose · Hoelgaard · Hoole · Kirsch · Liepiņš · López · Mollema · Mosca · Nys · Mad.Pedersen · Simmons · Skjelmose · Skujiņš · Stuyven · Tesfatsion · Theuns · Tiberi (tot 28/4) · Tolhoek · Vacek · Vergaerde · Aebersold (stagiair) · Mar.Pedersen (stagiair) · Teutenberg (stagiair)
Bagioli · Bernard · Cataldo · Ciccone · Consonni · Declercq · Felline · Geoghegan Hart · Ghebreigzabhier · Gibbons · Hoole · Kirsch · Konrad · López · Milan · Mollema · Mosca · Nys · Oomen · Pedersen · Simmons · Skjelmose · Skujiņš · Stuyven · Tesfatsion · Theuns · Vacek · Vergaerde · Verona · Ronhaar (stagiair)